# Arctoscelia mutata
Arctoscelia mutata är en fjärilsart som beskrevs av W. Warren 1897. Arctoscelia mutata ingår i släktet Arctoscelia och familjen mätare. Inga underarter finns listade i Catalogue of Life.